# سلبوغة صلبة
سلبوغة صلبة (الاسم العلمي:Solpuga robusta) هي نوع من العنكبوتيات يتبع جنس السلبوغة من الفصيلة السلبوغية.